# Call of Duty: Black Ops II
Call of Duty: Black Ops II est un jeu vidéo de tir à la première personne développé par Treyarch et édité par Activision, sorti le 13 novembre 2012 sur PlayStation 3, Xbox 360, Windows et Wii U. Neuvième opus de la série Call of Duty, il est la suite directe de Call of Duty: Black Ops. Un autre jeu de la licence sorti sur Playstation Vita, Call of Duty: Black Ops - Declassified, sert de prologue et est sorti à la même date. 
Black Ops II a reçu des critiques positives, avec des éloges pour son gameplay, l’histoire de la campagne, le multijoueur, le mode zombie ainsi que l’antagoniste. Les missions "Force d’Assaut" recevront néanmoins un accueil mitigé. Le jeu est un succès commercial, ayant engrangé plus de 500 millions de dollars dans les 24 heures suivant sa sortie. En décembre 2012, Activision affirme que le jeu a engrangé plus d’un milliard de dollars en seulement 14 jours, battant les records impressionnants de Call of Duty: Modern Warfare 3 (16 jours) et du film Avatar (17 jours). Une semaine après sa sortie, le jeu comptabilise plus de 11 millions d’exemplaires vendus. Son lancement restera le plus grand de tous les temps, jusqu’à la sortie de Grand Theft Auto V, qui engrangera plus de 800 millions de dollars en 24 heures. Call of Duty: Black Ops II reste l’un des jeux les plus vendus de tous les temps et le 5e opus de la franchise avec le plus d’exemplaires vendus (29 millions), derrière Black Ops (2010), Modern Warfare 3 (2011), Modern Warfare (2019) et  Cold War (2020). Une suite à cet opus, Call of Duty: Black Ops III, est sorti en 2015.

## Campagne
La campagne de Black Ops II présente deux intrigues connectées à deux époques différentes. La première intrigue se passe entre 1986 et 1989, dans les dernières années de la guerre froide. C'est également le cas de Cold War, le cinquième opus de la série Black Ops sorti quelques années après. La deuxième intrigue se passe quant à elle dans un futur hypothétique en 2025 durant une seconde guerre froide et un conflit commercial sur les terres rares entre les États-Unis et la Chine, qui a formé la Strategic Defense Coalition (SDC), une alliance militaire similaire à l’OTAN. Le protagoniste de Black Ops, Alex Mason est de nouveau le protagoniste durant les dernières années de la guerre froide et relate l’ascension de l’antagoniste principal du jeu, Raul Menendez.
2025 présente le fils d’Alex, David "Section" Mason, comme le protagoniste de l'intrigue durant laquelle Menendez complote contre les États-Unis et la Chine, afin que les deux superpuissances entrent dans une nouvelle guerre froide et afin de se venger de ses nombreuses pertes personnelles. Dans cette période, les conflits se définissent par la robotique, la cyberguerre, les drones et d’autres technologies futuristes.
À noter que la campagne, comme pour l'opus précédent, fait apparaître des personnages historiques: le Général David Petraeus, le Général Jonas Savimbi et le Général Manuel Noriega, ainsi que le Colonel Oliver North.

### Introduction
En 2025, David "Section" Mason se rend à la Voûte, une maison de retraite, afin de voir Frank Woods, aujourd’hui âgé de 96 ans. Accompagné de son équipe du Joint Special Operations Command (JSOC), il dit bonjour à son oncle adoptif et lui demande si Raul Menendez est venu le voir. Woods donne à David un pendentif en forme de cœur, ce qui réveille tout de suite des souvenirs de son enfance. Le vieil homme demande ensuite à Mike Harper, le coéquipier de David, d’allumer sa caméra afin qu’il raconte comment tout a commencé.
Le jeu propose seize missions :
1. Victoire Pyrrhique
2. Célérium
3. Vieilles Blessures
4. Force d’Assaut : Base Spectre
5. Temps et Destinée
6. Ange Déchu
7. Force d’Assaut : Épave
8. Force d’Assaut : EEI
9. Karma
10. Force d’Assaut : Deuxième Chance
11. Souffrance
12. Force d’Assaut : Élimination
13. Derrière le voile
14. Ulysse
15. Cordis Die
16. Jugement Dernier

### Victoire Pyrrhique
En 1968, on apprend comment Woods a survécu à son affrontement avec Kravchenko dans le premier opus. Après que Woods se soit jeté avec son adversaire par la fenêtre, la grenade que Kravchenko avait dégoupillée a explosé au loin. Mais le colonel est le premier des deux à se lever et capture Frank avant de l’envoyer dans différents camps de travail au Viêt Nam. Mais la captivité n’atténuant pas sa détermination, Woods parvient à s’évader en 1972.
En 1986, Alex Mason vit en Alaska et élève seul son fils David, âgé de 7 ans, quand Hudson et le lieutenant-colonel North demandent à Mason de secourir Woods, qui était chargé de démanteler un trafic d’armes en Angola. Mais la CIA a perdu le contact avec lui et a désavoué la mission. Bien qu’il eût promis à son fils de ne plus s’engager dans l’armée, Alex décide de faire une exception pour sauver son ami.
2 juillet 1986 - Après avoir aidé Jonas Savimbi, un chef de guerre africain en lutte contre le MPLA, Mason et Hudson retrouvent Woods dans un conteneur rempli de cadavres en état de décomposition, sur un bateau. Le sergent est lui-même dans un sale état, Mason étant obligé de le porter jusqu’à la rive après que le bateau ait été détruit par un Hind. Après une lutte acharnée, Mason, Woods et Hudson se rendent dans une jungle abritant un village et une radio. Mason arrive à maîtriser l'opérateur radio mais celui-ci refuse de lui obéir ; il s'agit de Raul Menendez. Lors de l'altercation, Menendez lance une grenade dans le bâtiment, puis se bat contre Mason qui réussit à blesser en lui tirant une balle dans l'œil avant de s'enfuir avec Hudson et Woods. Mais alors qu'ils sont sur le point d'être submergés par les forces ennemies, Jonas Savimbi arrive à bord d'un Hind volé et les évacue.
De retour au présent, Woods explique à David que Menendez cherchera ensuite à se venger de Mason, même si cela prend des années. Menendez est à la tête d’un cartel de drogue au Nicaragua qu’il a hérité de son père, depuis que la CIA l’a fait assassiner. Il déteste les États-Unis depuis lors.

### Célérium
La Russie et la Chine sont en train de se rapprocher politiquement. La raison de leur alliance n’est cependant pas idéologique. Il s’avère que la Chine contrôle plus de 95% de la production des minerais de terre rare, contrôlant de ce fait le marché. Pendant ce temps, des révoltes populaires éclatent partout sur le globe, notamment à Téhéran et Pyongyang. Ces manifestations sont déclenchées par un mouvement révolutionnaire se faisant appeler Cordis Die, dont le chef se fait appeler Ulysse. Lui et son organisation sont également très actifs sur les réseaux sociaux. Pour Woods, Ulysse n’est nul autre que Menendez. Celui-ci a même déclenché une seconde guerre froide entre les États-Unis et la Chine après avoir piraté la bourse chinoise et désigné les américains comme coupables. En 2021, Twitter suspend le compte de Cordis Die et deux jours plus tard, le directeur du FBI est brûlé vif chez lui. Woods déclare qu'1 milliard de personnes soutiennent Cordis Die, et demande à David d’agir rapidement car Menendez planifie une nouvelle attaque.
20 avril 2025 - Section et Harper se rendent sur une base de Cordis Die en Birmanie. Ils rejoignent Crosby et Javier Salazar, deux autres membres du JSOC dont David est le commandant. Sur place, ils font la rencontre du docteur Erik Breighner, un chercheur en magnétométrie. Celui-ci leur apprend la nature de ses recherches sur le célérium, un nouvel élément de terre rare qui utilise l’intrication quantique. Menendez pourrait se servir de cette aptitude particulière afin de créer un virus informatique puissant. Erik donne une puce de célérium à Section, mais est abattu d'une balle dans le cou par un mercenaire de Cordis Die juste après avoir mentionné une cyberarme du nom de "Karma". Pris dans une embuscade, l’équipe du JSOC est sauvée par les renforts dirigés par l’amiral Briggs, leur supérieur, à qui Section confie la puce de célérium.

### Vieilles Blessures
En rentrant à la base, David demande à Salazar pourquoi Menendez déteste les États-Unis. Nicaraguayen d’origine, Salazar connait les origines du baron de la drogue et explique à David que Raul et sa famille ont connu la misère, notamment à cause des tremblements de terre de 1972 et des guérillas engendrées par les Contras, qui ont fragilisé le pays. La sœur de Raul, Josefina, sera également blessée lors d’un incendie, motivant Raul et son père à vendre de la drogue, fondant le Cartel Menendez. À cause de sa notoriété grandissante, la CIA fini par assassiner le père de Raul, Jose Luiz Menendez. Raul hérite du cartel et décide de se diversifier dans le trafic d’armes, en achetant des armes en Afghanistan. Lorsque la CIA l’apprend, elle envoie Mason, Woods et Hudson à Kaboul. David se rappelle du récit de Woods à ce sujet.
5 septembre 1986 - Dans la province de Khost, en Afghanistan, Mason, Woods et Hudson s’allient avec Tian Zhao, un agent du renseignement chinois, afin de soutenir les moudjahidines contre l'invasion soviétique d'Afghanistan. En échange, le chef des moudjahidines, Mullah Rahmaan, promet de donner des informations sur Menendez. Ils parcourent le désert à cheval afin d'anéantir les forces ennemies qui déferlent à travers les canyons bordant leur chemin. Lors de l'assaut final, les russes déploient un char géant. Alors que Mason le charge, son cheval est tué par une explosion, et il parvient de justesse à éviter les chenilles du char. Woods accourt avec son cheval, aide Mason à monter sur le char et lui donne un obus de mortier afin de le détruire. Mais avant que Mason puisse lâcher l'obus à l'intérieur du véhicule, le colonel Kravchenko en sort et empêche Mason d'accomplir sa tâche. S'ensuit un bref combat, que Mason remporte, à la suite de quoi il fait finalement exploser le char. Kravchenko est alors fait prisonnier et se fait interroger par Woods. Lors de l'interrogatoire, Mason recommence à revoir les nombres qui lui sont apparus quelques années auparavant. Il résiste à l’envie de tuer Kravchenko, qui révèle vendre des armes à Menendez pour se faire de l'argent, car l’Union Soviétique est en pleine crise. Il ajoute que Menendez a des contacts partout, jusqu'au sein de la CIA. Hudson clame que c'est un mensonge, à la suite de quoi Woods tire une balle dans la tête de Kravchenko. Rahmaan fait alors volte-face et révèle son allégeance à Menendez. Les moudjahidines assomment Mason, Woods, Hudson et Zhao avant de les abandonner dans le désert. Mais ceux-ci sont sauvés plusieurs heures plus tard par des nomades. L’un d’entre eux dévoile son visage et Mason, encore sous l’emprise des nombres, croit voir Reznov qui le sauve.
Remarque : Lors de l'interrogatoire, on peut laisser Mason se faire de nouveau manipuler par les nombres, et donc le laisser tuer Kravchenko. Dans ce cas-là, la mission sera quand même accomplie mais l'interrogatoire restera incomplet.

### Force d’Assaut: Base Spectre
21 mai 2025 - Section envoie le JSOC en Inde défendre la Base Spectre (coordonnant la défense frontalière sino-indienne) menacée par la SDC. Ils devront protéger l'antenne de communication satellite, la tour de refroidissement et le générateur. Si deux de ces points stratégiques tombent, les portes de la base s'ouvriront. La SDC pourra alors s'attaquer à l'ordinateur central. Si la SDC s'empare de Spectre, ils pourront prendre le contrôle de l'Inde. À l’inverse, si le JSOC parvient à repousser les forces de la SDC, l’Inde est sauvée.

### Temps et Destinée
David s’entraîne avec Harper. Ce dernier lui dit de tuer Menendez car celui-ci en veut à son père et à Woods pour la mort de sa sœur. Tout au long de la discussion, David a de nouveau des flashs de son enfance où il se débat contre Menendez. Il prend alors l’ascendant sur Harper et révèle la nature de ses flashs à Mike et Salazar. Il revient ensuite sur le récit de Woods, qui a parlé d'une opération qu'il a menée au Nicaragua avec Mason et Hudson après l'Afghanistan. Durant cette mission, la CIA reçoit l’aide Manuel Noriega, le chef de l’armée panaméenne et le véritable dirigeant du Panama de facto. En échange d’argent, Noriega s’engage à les aider à faire tomber le Cartel Menendez.
25 septembre 1986 - Mason, Woods, Hudson et Noriega observent Menendez dans sa chambre aux côtés de sa sœur Josefina. Noriega envoie ses hommes pour capturer Raul mais l'un d'eux s'en prend à sa sœur. Menendez fonce vers lui, prend un morceau de verre et l'égorge violemment avant de se faire tranquilliser. Mason et l'armée du Panama s'infiltrent dans le village en éliminant les hommes du cartel. Mais Noriega, fidèle à sa réputation de traître, libère Menendez afin de s’attirer les faveurs du baron de la drogue plutôt que de le livrer aux américains. Mais Raul, inquiet pour sa sœur, assomme Noriega avant d’accourir chez lui pour la sauver. Mason, Woods et Hudson ne tardent pas à découvrir la trahison de Noriega. Mason et Woods se rendent finalement dans un laboratoire de cocaïne, et trouvent un mémo de la CIA. Ils finissent par rejoindre la maison de Menendez en même temps que lui et Hudson, qui se jette sur le baron de la drogue. Woods éclate de rage et tente d’abattre son ennemi, mais ses tirs son déviés par Mason. Frank assomme Alex et dégoupille une grenade qu’il lance vers Menendez. Ce dernier parvient à maitriser Hudson mais est incapable d’intercepter la grenade, qui entre dans la chambre et tue Josefina. Raul semble avoir péri dans l’explosion et son corps est porté par l’armée panaméenne dans un sac mortuaire.
David, surpris que son oncle aille jusqu’à tuer une civile à la vue de son ennemi juré, demande à Woods ce que Menendez lui a fait en Angola. Le baron de la drogue, voulant savoir ce que la CIA savait sur lui, a torturé et tué les membres de l’équipe de Woods les uns après les autres avant de les enfermer avec lui pendant des semaines dans un conteneur. Mais aujourd’hui, Woods reconnait qu’il s’agit d’un accident car il n’aurait jamais dû s’en prendre à une civile. David se questionne cependant à propos de Menendez. Si celui-ci désire la vengeance, pourquoi il ne s’en prend pas à Woods, vu qu’Alex Mason est mort depuis des années ? Frank refuse de répondre et ordonne à David d’arrêter Menendez.

### Ange Déchu
David, Harper et Salazar observent des images d’archives sur DeFalco, le bras droit de Menendez. Farid, un agent infiltré au sein de Cordis Die au Yémen, décrit DeFalco comme un homme antipathique et impitoyable. Un drone de reconnaissance indique que celui-ci se trouve actuellement au Pakistan mais le commandement a perdu le contact avec le drone depuis une semaine. David, se rappelant des paroles du Dcteur Breighner à propos de la cyberarme "Karma", se demande si c’est ça qui détruit leurs drones. L’équipe du JSOC se prépare à partir au Pakistan. Quand Harper prononce les mots "Viens souffrir avec moi", David voit de nouveau Menendez dans ses souvenirs la nuit où son père est mort et se demande si c’est Menendez qui l’a tué. Il réalise que Woods lui a menti au sujet de la mort d’Alex, ayant dit à David que c’était un sans-abri qui l’a tué.
29 mai 2025 - Section, Harper et Salazar sont envoyés à Anthem, au Pakistan, pour espionner Menendez, DeFalco et un dirigeant du renseignement pakistanais. À leur arrivée, ils sont pris en embuscade par des hommes de l'Inter-Services Intelligence (ISI). Ils se font également attaquer par un drone, mais celui-ci est abattu. Ils pénètrent ensuite dans la rue inondée tout en éliminant les ennemis avec l'aide de deux drones quadripodes lourdement armés et blindés, appelés CLAW. Après avoir failli se faire écraser par un bus, ils pénètrent enfin dans Anthem. Section et Harper doivent se faufiler dans les égouts tout en esquivant des drones hélicoptères lourdement armés. Arrivés dans les égouts, les deux hommes contactent Briggs avant de s’infiltrer dans la ville pour y enregistrer les conversations de Menendez. Menendez parle notamment à DeFalco de "Karma". Harper et Section essayent une dernière fois d'enregistrer Menendez, mais ils découvrent qu'ils sont tombés dans un piège. Section et Harper tentent de s’enfuir de la ville en rejoignant le point d’extraction mais à leur arrivée, ils tombent sur les forces de la SDC dirigées par Tian Zhao. Section lui explique qu'ils sont là pour Menendez et Zhao les laisse partir, ayant lui aussi des comptes à régler avec Menendez.

### Force d’Assaut: Épave
30 mai 2025 - Section envoie le JSOC dans les eaux de Singapour afin de détruire un navire commercial utilisé par la SDC pour transporter des missiles Don-Feng, assez puissants pour détruire n'importe quel porte-avions américain. La SDC compte les utiliser contre l'Iran. Le JSOC doit neutraliser les lasers antimissiles lourds et le point de défense central, puis envoyer une frappe aérienne sur le cargo pour le couler et ainsi protéger l'Iran.

### Force d’Assaut: EEI
6 juin 2025 - Section envoie des robots du JSOC en Afghanistan protéger un convoi dans lequel se trouve le président afghan et d'autres VIP d’une attaque de Cordis Die. Seuls les Dragonfire et les ASD protègeront le convoi. Les hommes de Menendez poseront des engins explosifs improvisés afin de détruire les quatre véhicules du convoi. Ils attaqueront aussi à dos de cheval avec de lance-roquettes et parviendront même à déployer des chars. Une fois le convoi en sécurité, les CLAW prennent le relais et mettent définitivement un terme à la tentative d'assassinat.

### Karma
Section, Harper et Salazar analysent les enregistrements d’Anthem et entendent Menendez parler de "Karma" à DeFalco. Ils voient aussi un symbole sur la main de DeFalco et découvrent qu’il s’agit du logo de Colossus, la prochaine cible potentielle de Cordis Die. Section et ses coéquipiers décident de s’y rendre.
12 juin 2025 - Section, Harper et Salazar atterrissent sur Colossus, un complexe flottant ultraluxueux près des îles Caimans qui est considéré comme la ville la plus riche du monde. Ils ont pour intention de prendre l’arme "Karma" avant que DeFalco n’y mette la main dessus. Mais des mercenaires de Menendez se trouvent déjà à bord. Section et Salazar se rendent dans la salle des archives centrales pour trouver la cyberarme à l'aide de l'ordinateur. Mais "Karma" est en fait une femme, Chloé Lynch, une hackeuse de très haut niveau. Une fois localisée, Section part à sa recherche au club Solar, mais DeFalco l'enlève et fait exploser des bombes dans tout Colossus. Le JSOC se lance à sa poursuite en éliminant tous les mercenaires présents dans le bateau. Cette mission a deux fins différentes : soit Section parvient à rattraper DeFalco et à le tuer, sauvant Chloé par la même occasion ; soit DeFalco parvient à s’enfuir avec Chloé.

### Force d’Assaut: Deuxième Chance
14 juin 2025 - Si lors de la mission précédente, DeFalco est parvenu à kidnapper Chloé Lynch, Section envoie ses troupes sur l’île de Socotra pour localiser et évacuer Chloé. Un navire lance des fumigènes pour couvrir les troupes au sol, pendant que celles-ci fouillent les maisons dans la zone. Quand le joueur trouve "Karma", il a la possibilité de la contrôler. Elle et les troupes rejoignent un hélicoptère, puis s'échappent.

### Souffrance
Après avoir récupéré ses souvenirs de la nuit où son père est mort, David part voir Woods afin qu’il lui raconte la façon dont son père est mort et comment Menendez est impliqué. Woods raconte que le baron de la drogue était présumé mort en 1986, mais des photos le montrant en compagnie de Noriega un an plus tard prouvent que celui-ci a mis en scène sa mort. Aussi, en 1989, la CIA profite de l’invasion américaine du Panama pour envoyer Mason, Woods et Hudson capturer Noriega et salir sa réputation.
19 décembre 1989 - Hudson, qui supervise l’opération par radio, est injoignable tandis que l’armée américaine attaque la ville plus tôt que prévu. Woods et Mason capturent tout de même Noriega et veulent se rendre au point d'évacuation, mais Hudson reprend contact et leur donne l’ordre d’échanger Noriega avec un autre prisonnier. Mason et Woods réalisent que quelque chose ne va pas mais décident tout de même d’obéir aux ordres. Arrivés au lieu de l’échange, Noriega emmène Woods sur un toit d’où il devra abattre l’autre prisonnier. Mason, méfiant, préfère observer la scène depuis un autre bâtiment pour parer à toute éventualité. Deux soldats du Panama amènent le prisonnier dont le visage est caché par un sac, et Hudson révèle que la cible n’est nul autre que Menendez. Woods lui tire dessus avec un Barrett M82, et descend pour confirmer la mort. Mais en voyant Noriega sourire fièrement, il se rend compte de son erreur. Accourant vers le cadavre pour enlever la sac de sa tête, Woods réalise qu’il a en fait tiré sur Mason. Il tente alors d'abattre Noriega mais il se fait capturer par Menendez qui lui tire une balle dans chaque genou tandis qu’il hurle de rage et de désespoir. Woods et le corps de Mason sont emmenés devant Hudson, capturé avant l’invasion, qui a dû faire le maximum sous la menace de Menendez afin qu’il ne tue pas David (alors âgé de 10 ans), également pris en otage. Mais Menendez, fou de rage, exige une autre victime et Hudson accepte de se sacrifier pour sauver Woods et David. Menendez lui impose une terrible torture avant de l’égorger avec le pendentif de sa sœur. Il s’adresse une dernière fois à David, lui demandant de le retrouver une fois qu’il se souviendra de ce qu’il s’est passé cette nuit-là.
De retour au présent, David est abasourdi par le récit mais n’en veut pas à Woods qui n’est pas responsable. Désormais, il est plus déterminé que jamais à arrêter Menendez.
Remarque : Le joueur peut tuer Mason instantanément ou le blesser, en fonction de la partie du corps qu'il vise. Hudson lui ordonne de l'achever s'il ne meurt pas sur le coup. Il est toujours possible d'infliger une blessure non-létale avec le deuxième tir, ce qui aura un impact sur la fin du jeu.

### Force d’Assaut: Élimination
17 juin 2025 - Le Général Tian Zhao est allé trop loin en se préparant à envahir militairement la Russie, et les Chinois ne le contrôlent plus. La présidente des États-Unis Marion Bosworth a fait son choix et décide de faire assassiner Zhao. Le JSOC se rend donc à Peshawar et attaque un convoi aérien dans lequel se trouve Zhao. L'ADAV de Zhao s'écrase et le JSOC part le retrouver, mais la SDC est sur place. Après une bataille intense, le JSOC pose un module de piratage près de l'ADAV pour y avoir accès. Les portes s'ouvrent et le soldat exécute Zhao avant de confirmer sa mort. La Force d’Assaut a désormais atteint son objectif et la SDC rejoint les SEAL pour mettre fin à cette deuxième guerre froide.

### Derrière le voile
Section et Salazar vont voir Chloé qui leur explique qu’elle a créé un worm de célérium capable de décrypter n’importe quoi. Après l’avoir décodé, elle montre les cibles visées par Menendez et Section comprend que les attaques auront lieu le 19 juin. Informant immédiatement Briggs, celui-ci lui ordonne de capturer Menendez au Yémen. Tentant de discuter les ordres car il s’agit très certainement d’un piège, Section n’a pas le choix et se met en route.
19 juin 2025 - Farid, en communication cryptée avec Harper, est aux côtés de Menendez qui galvanise ses fidèles de Cordis Die lors d’un discours public. Les forces du JSOC et l'armée yéménite interrompent le rassemblement, forçant Menendez à se mettre à l'abri. Lorsque Farid le rejoint, Menendez abat un ADAV dans lequel se trouve Harper, et donne un pistolet à Farid afin qu’il le tue. Deux choix sont alors disponibles pour le joueur : soit il tue Harper, ce qui lui permet de préserver sa couverture avant d’être sauvé par Section ; soit il tente de tuer Menendez, qui l’exécute pour sa trahison, juste avant l’arrivée de Section qui sauve Harper. Dans les deux cas, les forces du JSOC, menées par Section, Salazar et Crosby, parviennent à vaincre les forces de Cordis Die avant de capturer Menendez, ravi de revoir David après toutes ces années.
Remarque : Si Chloé a été capturée ou tuée lors des missions précédentes, elle est désormais remplacée par un informaticien de la CIA.

### Ulysse
19 juin 2025 - Briggs est au courant de la capture de Menendez et attend son arrivée sur l’USS Barack Obama avec le secrétaire à la Défense Petraeus. Ils ont une discussion à propos de la relation entre les États-Unis et la SDC, qui dépend du déroulé des missions "Force d’Assaut". Section arrive alors avec Menendez qui est mis en salle d’interrogatoire. Briggs puis Section tentent de l’interroger mais l’Obama est attaqué par les mercenaires de Menendez. Celui-ci se libère et prend Salazar en otage, forçant Section à se faire assommer et permettre à Menendez de fuir. Quand il reprend connaissance, la situation est critique. La bâtiment est pris d’assaut et les ennemis ont pris le contrôle des systèmes de sécurité. Section se dirige vers la passerelle tandis que Salazar part protéger Briggs dans la salle des serveurs. L’amiral décide de redémarrer tout le système afin de reprendre le contrôle, ce qui permet à Menendez d’entrer dans la salle des serveurs et de prendre Briggs en otage. Celui-ci hurle à Salazar de tuer Menendez mais le soldat révèle sa loyauté pour le narcotrafiquant en tuant les marines présents sur place. L’étendue de la trahison de Salazar est plus ou moins grande en fonction du destin de Chloé, DeFalco et Farid, déterminé par les choix des missions précédentes. Après avoir blessé ou tué Briggs, Menendez pirate les données du vaisseau avec le worm de célérium et prend le contrôle des drones américains. Salazar se rend sans résister et Menendez s'enfuit ; David tente de le rattraper mais en vain. Crosby est tué et David poursuit Menendez avec un avion de chasse.
Remarque : En fonction des choix effectués lors des missions précédentes, plusieurs scénarios peuvent se dérouler lors la trahison de Salazar.
- Si DeFalco, Farid et Chloé ont tous les trois survécu, DeFalco assomme Chloé et Farid tue DeFalco. Salazar exécute ensuite Farid et Chloé survit.
- Si DeFalco et Farid sont les seuls à avoir survécu, les deux vont s’entretuer dans un échange de tirs.
- Si Chloé est la seule à avoir survécu, elle sera exécutée par Salazar d’une balle dans la tête.
- Si DeFalco et Chloé sont les seuls à avoir survécu, Chloé est égorgée par DeFalco.
- Si Farid et Chloé sont les seuls à avoir survécu, Salazar pointe son arme sur Chloé mais Farid s’interpose pour la sauver, se sacrifiant au passage. Chloé se jette alors sur Salazar et celui-ci l’assomme. Chloé survit.
- Si Harper a survécu lors de la mission précédente, il exécute Salazar de sang-froid lorsque celui-ci se rend après sa trahison.
- Si les missions "Force d’Assaut" ont toutes été réussies et que Briggs survit à son altercation avec Menendez, la SDC vient assister Briggs qui reprend le contrôle total de l’Obama. À l’inverse, si les missions "Force d’Assaut" ne sont pas accomplies ou que Briggs ne survit pas à son altercation avec Menendez, l’Obama est détruit, tuant tous les occupants.

### Cordis Die
19 juin 2025 - La flotte de drones contrôlée par Menendez vole au-dessus de Los Angeles et Section doit assurer la protection de la présidente Marion Bosworth qui se rendait au sommet du G20. La ville est complètement dévastée par des drones. Avec les agents du Secret Service et le Capitaine Anderson au soutien aérien, Section doit protéger la présidente et la conduire à l'abri par tous les moyens possibles.
Remarque : Si Harper n’a pas survécu, l’agent Samuels du Secret Service aura un rôle plus important lors de cette mission.

### Jugement Dernier
19 juin 2025 - Maintenant que la présidente est en sécurité, il reste une dernière étape. Section doit à tout prix stopper la transmission des drones américains contrôlés par Menendez — qui tente de s'en servir pour déclencher une guerre entre la Chine et les États-Unis — dans une ultime course contre-la-montre dans une base d'opérations à Haïti avec tous ses soldats du JSOC. Arrivés à la salle de contrôle, Section parvient à couper la transmission mais Menendez parle en direct sur internet. Pendant son discours, il détruit tous les drones qu’il contrôle. Son but n'était pas d'anéantir la société mais de couper ses moyens de défense pour donner l'occasion à Cordis Die de lancer sa révolution. À la fin du discours du Menendez, un soldat du JSOC trouve un corps allié dépouillé de son uniforme. Mais le cadavre explose, et des détonations retentissent dans toute la base. Section comprend que Menendez a volé un uniforme et créé une diversion pour s'échapper. Il parvient à le rattraper et à tuer ses gardes du corps. Deux choix s’offrent à David : le tuer ou le capturer.

### Épilogue
En fonction des choix effectués tout au long du jeu, des fins différentes sont proposées au joueur en fonction du sort réservé à Menendez, Chloé et Alex Mason.
- Si Section exécute Menendez, une vidéo est mise en ligne sur YouTube dans laquelle Menendez ordonne à ce qui reste de Cordis Die et ses partisans de se révolter. Ils déclenchent une insurrection globale, qui se résulte en un incendie de la Maison Blanche et un chaos général. Cette fin est canon, et sert de prémices à Black Ops III.
- Si Section capture Menendez et que Chloé a survécu, elle stoppera la cyberattaque de Menendez, qui restera emprisonné et éclatera de rage en voyant Chloé l’insulter sur Jimmy Kimmel Live.
- Si Section capture Menendez et que Chloé n’a pas survécu, la cyberattaque de Menendez ne sera pas stoppée, permettant au narcotrafiquant de s’évader. Il infiltre la Voûte et tue Woods avant de s’immoler vivant devant la tombe de sa sœur.
- Si Woods n'a pas infligé de blessure mortelle à Alex Mason au Panama, ce dernier vient retrouver Woods à la Voûte, puis est réuni avec son fils David. Si Alex a été abattu, David démissionne de l’armée après un dernier hommage devant la tombe de son père où il est accompagné de Woods. Dans le canon, Alex Mason ne survit pas aux évènements du Panama.
- Si toutes les missions de la "Force d’Assaut" sont accomplies, la Chine et les États-Unis deviendront alliés, mettant fin à la seconde guerre froide. Cette fin est également canon et raccord avec les évènements de Black Ops III.

Dans tous les cas, après les crédits, une séquence non-canon est déverrouillée, représentant Menendez et Woods chantant lors d'un concert avec Synyster Gates et M. Shadows du groupe Avenged Sevenfold, tandis que le reste des personnages du jeu dansent devant la scène.

## Système de jeu

### Campagne
Le jeu étant la suite du premier Black Ops, on retrouve ainsi des personnages déjà vus dans ce dernier. La campagne du jeu est constituée de 11 missions dans un futur proche vers les années 2025 mais également pendant la guerre froide par l'intermédiaire de flashbacks comme dans le premier opus.
Pour la première fois dans un épisode Call of Duty, la campagne est non linéaire ou tout du moins beaucoup moins. En effet, le jeu possède divers choix tout au long du jeu qui auront des répercussions sur toute l'histoire. Ainsi le jeu possédera plus d'une dizaine d'embranchements différents pour 6 fins différentes. On note également la possibilité de choisir quelle arme avoir en début de mission. À tout cela s'ajoutent des missions annexes nommées "Force d'assaut" (ou Strike Force dans la version originale). Ces missions apportent, en plus d'une modification de l'histoire, un aspect STR à Black Ops II. En effet, le joueur se retrouve, en vue isométrique, aux commandes d'une escouade de soldats. Il peut ainsi désigner des points à attaquer ou bien contrôler directement un soldat ou un drone durant la mission.

### Multijoueur
Pour cet opus, Treyarch a voulu amener un aspect beaucoup plus coopératif afin de remplir des objectifs dans son multijoueur. Ainsi, ils décidèrent d'abandonner les "Killstreak" ou les "Pointstreak" au profit des "Scorestreak". Pour chaque action faite dans une partie que cela soit un ennemi abattu, un drapeau capturé, une zone tenue, une bombe posée, etc. Le joueur obtient des points, seulement la capture d'objectif (drapeau, zone, bombe, etc.) rapporte beaucoup plus de points pour obtenir des bonus que le simple fait d'abattre un ennemi. C'est par cette technique que Treyarch fait en sorte que les joueurs jouent sur des modes à objectifs plutôt standards. Ils ont ainsi ajouté un nouveau mode de jeu, le "Point Stratégique" (ou HardPoint en version originale). Ce mode se compose d'une zone à capturer et tenir le plus longtemps afin de rapporter le plus de point sachant que la zone se déplace après un certain temps sur la carte. Ils ajoutèrent également un nouveau mode le Multi-Team Deathmatch, un match à mort par équipe multiple. Des extensions ont été ajoutées par Treyarch tel que 4 maps packs (Revolution, Vengeance, Uprising et Apocalypse), des camouflages pour les armes fournis avec un réticule correspondant au camouflage et une carte de visite.

### Zombies
Comme pour les précédents épisodes de Treyarch (World at War et Black Ops), Black Ops II bénéficie d'un mode Zombies, annoncé comme le plus grand et ambitieux mode Zombies à ce jour par Mark Lamia, le directeur du studio. L'histoire du mode se situe quelque temps après la fin de celui de Black Ops et donc après le cataclysme ayant frappé la Terre. On découvre ainsi de nouveaux protagonistes et de nouveaux lieux beaucoup plus grands qu'auparavant, la carte « Green Run » était ainsi la carte la plus grande jamais sortie sur ce mode lors de la sortie du jeu (elle a été nommée ainsi en référence à un projet nucléaire de l'armée américaine). Le mode a été amélioré afin de supporter deux fois plus de zombies sur la carte et également deux fois plus de joueurs.
Le Zombies se composent ainsi de trois modes (contre seulement une seule version pour les précédents) : Le mode « TranZit » est la continuité du mode Zombie dit « classique », sa carte « Green Run » est tellement grande qu'un bus permet de se déplacer à travers les différentes zones de jeu.
Le deuxième mode est « Lutte » (ou Grief dans la version originale), ce mode de jeu fait s'affronter deux équipes de quatre joueurs ne pouvant s'affronter directement mais par l'intermédiaire de piège et des Zombies sur des zones précises de la carte "Green Run", le but étant que l'équipe adverse soit éliminée et que l'équipe survivante remporte la dernière manche.
Le dernier mode se nomme "Survie" (ou Survival dans la version originale), ce mode a la particularité d'être personnalisable, les joueurs (4 au maximum) peuvent choisir s'ils veulent ou non des bonus, des atouts, la boite mystère (boite donnant des armes), peu d'arme à disposition et pas la possibilité de les améliorer, le nombre de manche de départ, etc.
Treyarch a apporté des éléments multijoueurs au moteur spécifique du mode Zombies. Ainsi, le mode Théâtre (disponible en multijoueur dans Black Ops) fait son apparition dans le mode Zombies de Black Ops II. On note également l'ajout d'un système de rang (suivant le nombre de victoires, de morts, etc.) dans le mode et également des ladders. Il est aussi notable que un système de rang sert à graduer les manches entraînant par conséquent une baisse du niveaux des zombies à chaque rang pour reprendre au fil des manches une difficulté plus accentuée a chaque manche suivant les baisses de rang. Le service ELiTE prend désormais en compte les statistiques du mode Zombies comme c'est déjà le cas pour le multijoueur.

## Cartes du Multijoueur
Aftermath, centre ville de Los Angeles.
Cargo, Port de Singapour.
Carrier, Grand porte-avions chinois.
Drone, complexe de drone enfoui dans la jungle en Birmanie.
Express, Gare de train à grande vitesse de Los Angeles.
Hijacked, Yacht de luxe sur les eaux internationales.
Meltdown, Centrale nucléaire dans le Baloutchistan au Pakistan.
Overflow, Peshawar (Pakistan).
Plaza, Hôtel de luxe au milieu de l'Océan Indien.
Raid, Collines d'Hollywood, à Los Angeles en Californie.
Slums, Panama.
Standoff, Ville à la frontière entre la Chine et le Kirghizistan.
Turbine, Parc éolien au Yémen.
Yémen, Rues sur l'île de Socotra.
Nuketown 2025, site de test nucléaire situé dans le Nevada.
Downhill, Station de sports d'hivers des Alpes françaises.
Grind, Skatepark à Venice Beach à Los Angeles.
Hydro, Barrage hydroélectrique sur les rives de l'Indus au Pakistan.
Mirage, Sanctuaire au cœur du Désert de Gobi en Chine.
Vertigo, Gratte-ciel d'Inde.
Encore, Festival de musique londonien.
Magma, Village japonais bordé par un volcan en éruption.
Studio, Studio de cinéma hollywoodien.
Cove, Île au milieu de l'Océan Indien.
Detour, New York (État de New York).
Rush, Parcours de paintball.
Uplink, Jungle humide au sommet d'une montagne de Birmanie.
Pod, Colline à Taïwan.
Frost, Pont qui surplombe un canal gelé séparant en deux cette ville européenne.
Takeoff, Site dans l'Océan pacifique.
Dig, Sites de fouilles archéologiques en Afghanistan.

## Développement

### Annonce
Le jeu a été annoncé par Activision le 9 février 2012, mais aucun titre, ni aucune autre information n'ont été annoncés. 
Vers la fin du mois d'avril 2012, Activision et Treyarch mettent en place une campagne de promotion pour révéler, le 1er mai, le nouvel épisode de la saga Call of Duty. Le site internet de la série fut modifié et diffusa sporadiquement quelques indices sur cet épisode futur. Quelques fuites furent à noter, notamment le logo officiel confirmant le titre Black Ops II, et quelques images prévoyant un contexte futuriste pour ce nouvel épisode.
Le 1er mai à 17 heures (heure du Pacifique), c'est-à-dire le 2 mai à 2 heures du matin en France, la première bande-annonce, d'une durée de deux minutes, fut révélée sur le site internet officiel et sur les réseaux sociaux. Quelques heures plus tard, aux États-Unis, cette même bande-annonce fut diffusée à la télévision durant un match des playoffs de la NBA opposant les Los Angeles Lakers aux Denver Nuggets. Cette bande-annonce en langue anglaise fut également traduite en français, en espagnol et en allemand .

### Déroulement
Le développement a commencé peu de temps après la sortie de Call of Duty: Black Ops. 300 personnes ont travaillé sur le jeu, dont 250 chez Treyarch. Il est à noter que le studio, depuis 2006, développe sur une durée de deux ans un jeu de la série Call of Duty pour les sortir lors d'années paires, le studio Infinity Ward se chargeant des sorties lors d'années impaires, de manière à sortir un Call of Duty par an. Depuis l'épisode Black Ops en 2010, Treyarch travaille pleinement sur Call of Duty, alors qu'auparavant, ils travaillaient sur plusieurs jeux simultanément, dont certains non relatifs à Call of Duty.
David S. Goyer, scénariste notamment de la trilogie des Batman de C.Nolan, a contribué à l'écriture du scénario de Black Ops II comme il a contribué au scénario de Call of Duty: Black Ops.
À l'instar de ses deux précédents Call of Duty, World at War et Call of Duty: Black Ops, Treyarch a une nouvelle fois utilisé la capture de mouvement des acteurs mais aussi leurs expressions faciales afin de donner une dimension immersive et réaliste à leurs personnages. Le tournage des séquences de capture de mouvement a duré 120 jours (contre 70 jours pour Black Ops). Avec Black Ops II, ce ne sont pas seulement les acteurs qui ont participé à cette méthode mais aussi des chevaux qui apparaissent dans le mode campagne du jeu.

### Audio
Pendant le développement, Mark Lamia a annoncé qu'en plus d'une amélioration du moteur graphique et physique du jeu, le moteur audio a été amélioré ce qui permet au joueur d'entendre les sons et les impacts de balles différemment suivant leur position ou suivant le type de matière sur laquelle les balles ont été projetées. De ce fait, chacune des armes du jeu possède à elle seule 12 sons différents, ces sons variant suivant la situation.
La bande son du jeu constituée de 30 morceaux a été composée par Jack Wall tandis que le Main Theme (thème principal) a été composé par Trent Reznor. On note également dans la bande son deux morceaux de Brian Tuey (Audio Director chez Treyarch) et de la Symphonie No. 40 en sol mineur, K550 (Allegro Molto) de Wolfgang Amadeus Mozart. Une version du titre Try It Out de Skrillex & Alvin Risk est utilisée dans la mission "Karma".
Le doublage de Black Ops II est assuré par de nombreux acteurs hollywoodiens. Certains acteurs reprenant leur rôle qu'ils avaient interprété dans Black Ops en 2010 : Sam Worthington (VF : Xavier Fagnon) reprend le rôle d'Alex Mason, James C. Burns (VF : Antoine Nouel) donne de nouveau sa voix au sergent Frank Woods tout en participant aux séances de capture de mouvement, Michael Keaton (VF : Bruno Magne) donne sa voix à Jason Hudson (contre Ed Harris pour Black Ops), Gary Oldman reprend son rôle de Viktor Reznov (déjà interprété dans World at War en plus de Black Ops), Andrew Divoff donne à nouveau sa voix à Lev Kravchenko. Rich McDonald (VF : Philippe Valmont) donne sa voix et assure les séances de capture de mouvement pour David "Section" Mason. Michael Rooker (VF : Jérôme Pauwels) assure la capture de mouvement et la voix de Mike Harper. Erin Cahill (VF : Virginie Ledoyen) interprète Chloe « Karma » Lynch. Tony Todd (VF : Thierry Desroses) prête sa voix et assure la capture de mouvement pour l'amiral Briggs. L'acteur Kamar de los Reyes (en) (VF : Bertrand Liebert) donne sa voix et assure les séances de capture de mouvement pour Raul Menendez.

### Version PC
Sur PC, il est nécessaire, comme pour tous les jeux de la franchise sortis entre 2009 et 2018, de posséder la plateforme Steam pour le lancement du jeu, et d'accepter l'Accord de Souscription Steam pour pouvoir activer le jeu et procéder à son installation.

## Contenus téléchargeables
Quatre extensions de Black Ops 2 ont été publiées sous forme de contenu téléchargeable payant.

### Passe de saison
En octobre 2012, Activision annonce la mise en place d'un Season Pass pour Black Ops II. Ce Season Pass est disponible sur Steam, Xbox 360 et PlayStation 3. Il permet d'obtenir les 4 packs de cartes de Black Ops II en économisant par rapport à l'achat unitaire de chaque pack.
Bien qu'également sorti sur Wii U, Black Ops II ne bénéficie pas de contenus téléchargeables sur cette plateforme (comme pour les précédents volets sur la Nintendo Wii) malgré le fait qu'il était envisagé de sortir le pack Revolution sur Wii U.
À la suite du partenariat de 3 ans entre Activision et Microsoft conclu en juin 2010 et renouvelé en mai 2012, le contenu additionnel est en exclusivité temporaire de 1 mois sur Xbox 360 par rapport aux versions PC et PlayStation 3.

### Revolution
« Revolution » est le premier pack de cartes pour Black Ops II. Le pack a été officialisé le 7 janvier 2013 et est sorti sur Xbox 360 le 29 janvier 2013 au prix de 14,40 € (anciennement 1200 MSP). Le pack est sorti le 28 février 2013 sur Steam (PC) et PlayStation 3 au prix de 14,49 €.
- Il contient quatre cartes multijoueurs :  
  - « Downhill » dans une station de ski dans les Alpes françaises.
  - « Grind » un Skate Park a Los Angeles, États-Unis.
  - « Mirage » dans le désert de Gobi en Chine.
  - « Hydro » sur un barrage hydro-électrique au Pakistan.
- Une carte zombie :
  - « Die Rise » dans 2 gratte-ciels en ruine, à Shanghai, en Chine. Elle reprend les 4 protagonistes de la carte précédente, "Green run". La particularité de cette carte vient du fait qu'elle se situe en hauteur, ce qui implique un grand risque de chute. L'un des deux gratte-ciels est coupé en deux, la moitié supérieure étant renversée. Une partie de la carte est donc à l'envers. Une autre particularité vient des ascenseurs, qui montent et qui descendent, contenant les machines d'atouts. On peut embarquer dessus pour changer d'étage, mais ceci demande une coordination pour ne pas rester coincé par les zombies ou se faire écraser contre le fond de la cage d'ascenseur. Une nouvelle arme, le sliquificateur, fait son apparition. Elle tire un liquide glissant aussi bien pour les zombies que pour les joueurs. Un nouvel atout fait également son apparition, "Who's who?". Il permet de se réanimer lorsque nous sommes blessés. On notera le retour des "golums", faisant office de boss et apparaissant à chaque 4 ou 5 manches aléatoirement. Cette fois ils bondissent dans tous les sens ce qui les rends plus difficiles à tuer.
  - « Infection » (Turned) : ce nouveau mode consiste à prendre la place d'un zombie, et donc de tuer le seul humain présent pour le devenir soi-même et survivre le plus longtemps possible. Ce mode se base sur le principe de la compétition, contrairement aux autres modes de jeu se basant sur la coopération.
- Une nouvelle arme
  - La « Peacekeeper », mélangeant les caractéristiques d'une mitraillette et d'un fusil d’assaut.

### Uprising
« Uprising » est le deuxième pack de cartes pour Black Ops II. Le pack a été officialisé le 4 avril 2013 et est sorti sur Xbox 360 le 16 avril 2013 au prix de 14,40 €. Il est sorti le 16 mai 2013 sur Steam (PC) et PlayStation 3 au prix de 14,49 €.
- Il contient quatre cartes multijoueurs : 
  - « Studio » aux États-Unis à Hollywood qui est un « remake » de la map Firing Range de Call of Duty: Black Ops
  - « Magma », ville détruite par des coulées de lave Kytakyshu au Japon
  - « Vertigo » en Inde à Mumbai au sommet du gratte-ciel de la Tacitus corporation
  - « Encore » en Angleterre à Londres dans un stade ou se joue un concert.
- Une carte zombie :
  - « Mob Of The Dead » San Francisco sur l'île d'Alcatraz aux États-Unis. Cette carte propose de tout nouveaux ajouts de gameplay. On y incarne quatre prisonniers. Billy, Finn, Sal et Weasel, dit "la fouine" (Ray Liotta, Michael Madsen, Chazz Palminteri, Joe Pantoliano). Ce dernier a élaboré un plan d'évasion de la prison d'Alcatraz, impliquant de s'envoler en avion. À peine le plan débuté que la prison est assiégée par les zombies. Contrairement à toutes les autres cartes depuis l'apparition du mode zombies dans Call of Duty: World at War, les zombies ont les yeux rouges. Le premier élément de gameplay ajouté est le mode Trépas. Lorsqu'un joueur est blessé, il passe en mode Trépas et devient une sorte de fantôme pouvant légèrement léviter. Les joueurs débutent la partie ainsi et doivent se réanimer pour commencer à jouer. En mode Trépas, on peut se réanimer, téléporter les zombies ailleurs dans la carte, alimenter certains objets en électricité et accéder à certains endroits. Les joueurs ont chacun un Trépas et en obtiennent un nouveau à chaque nouvelle manche, sauf en solo, où le joueur débute avec 3. Les joueurs peuvent passer en mode Trépas volontairement, sans avoir à se blesser, perdre des points ni perdre leurs atouts en utilisant les boitiers électriques dispersés partout dans la carte. L'autre ajout de gameplay majeur est le plan d'évasion que l'on peut exécuter. Il s'agit de récupérer les cinq pièces nécessaires à la construction de l'avion sur le toit de la prison. Chaque pièce implique une petite énigme impliquant le mode Trépas. La clé du gardien est requise pour déverrouiller l'accès à chacune des énigmes. Une fois l'avion construit, les joueurs peuvent y embarquer. Il décolle quelques secondes après que le premier joueur y est monté, alors il faut se dépêcher pour ne pas manquer l'envol. L'avion percute le Golden Gate Bridge en construction, ce qui donne accès à une nouvelle zone restreinte. La machine "Pack-a-Punch" s'y trouve. On peut retourner à la carte principale en s’asseyant sur des chaises électriques. Le boss de la carte s'appelle Brutus. C'est un gros zombie en armure qui apparaît au milieu d'une manche aléatoirement, près d'un joueur aléatoire. Un hurlement l'annonce et ses pas trahissent son approche. La nouvelle arme spéciale s'appelle le Blundergat, une sorte de fusil à pompe surpuissant. Le nouvel atout s'appelle "Cherry electric". Il déclenche une onde électrique à chaque rechargement d'arme. On notera le retour de l'atout "Deadshot Daiquiri", qui facilite les tirs à la tête. La carte propose en plus du mode "classique" le mode Lutte.

### Vengeance
« Vengeance » est le troisième pack de cartes pour Black Ops II. Le pack a été officialisé le 19 juin 2013 et est sorti sur Xbox 360 le 2 juillet 2013 au prix de 14,40 €. Il est disponible sur PlayStation 3 et Steam depuis le 1er août 2013.
- Il contient quatre cartes multijoueurs dont :
  - « Cove » sur une île dans l'océan Indien.
  - « Detour » sur la côte Est des États-Unis.
  - « Rush » sur un parcours d'obstacles de paintball aux États-Unis.
  - « Uplink » dans la jungle en Birmanie qui est un « remake » de la carte Summit sur Call of Duty: Black Ops.
- Une carte zombie :
  - « Buried » dans une ville souterraine en Afrique à l'ambiance Far-West
- Une arme exclusive dans le mode Zombies, le Ray Gun Mark 2 qui est le pistolet laser réinventé. Au lieu de tirer un seul projectile entraînant des dégâts de zone, il tirera une rafle de 3 coups sans dégâts de zone. En plus, cette arme est disponible dans toutes les cartes zombies de Black Ops II pour les possesseurs du Season Pass et de ce pack.

### Apocalypse
« Apocalypse » est le quatrième et dernier pack de cartes pour Black Ops II. Il a été officialisé le 8 août 2013 et sort sur Xbox 360 le 27 août 2013 au prix de 14,40 €. Il est disponible le 26 septembre 2013 sur PlayStation 3 et PC.
- Il contient quatre cartes multijoueurs dont :
  - « Pod » dans les restes d'une communauté utopiste des années 1970 à Taïwan.
  - « Frost » au sein d'Amsterdam enneigée.
  - « Takeoff » dans une base de lancement au milieu du Pacifique. Cette carte est un « remake » de « Stadium » sur Call of Duty: Black Ops.
  - « Dig » se situant dans des sites de fouille en Afghanistan. Cette carte est un « remake » de « Courtyard » sur Call of Duty: World at War.
- Une carte Zombie
  - « Origins » se déroulant dans le Nord de la France notamment à Bar-le-Duc dans une version Dieselpunk de la Première Guerre mondiale. Les 4 protagonistes des épisodes World at War et Black Ops sont de retour (Dempsey, Nikolaï, Takeo et Richtofen). Dans la vidéo de présentation, on retrouve chacun des protagonistes seul et se battant contre des zombies. Au fil de ces combats, Dempsey, Nikolaï et Takeo se retrouvent ensemble dans une salle où ils surprennent Richtofen en train d'extraire le cerveau de Maxis. Chacun comprend que leurs destins sont liés et la partie commence. Au fil des manches, on entend la voix d'une petite fille nommée Samantha qui demande aux protagonistes de la libérer de sa prison en poursuivant la quête de son père. Les protagonistes devront alors d'abord activer les 6 générateurs d'électricité, trouver le gramophone et les différents chants associés pour ouvrir la zone sous le pack a punch et les différents portails pour accéder à la "crazy place". Les protagonistes devront ensuite construire les bâtons élémentaires en récupérant 3 pièces pour chacun ainsi que se pierre élémentaire :
    - Bâton de glace : Il vous faudra vous munir d'une pelle et creuser les différents tas éparpillés sur la carte durant les manches neigeuse. Vous pouvez trouver une pièce par zone : au spawn, au milieu et à l'église.
    - Bâton de foudre : Il vous faudra prendre le tank depuis l'église et depuis la "tank station" et sauter à des endroits précis pour récupérer les pièces.
    - Bâton de vent : Il vous faudra rentrer dans chacun des 3 robots en ouvrant le pied illuminé. Il y a un robot par zone : au spawn, au milieu et à l'église.
    - Bâton de feu : Une pièce s'obtient en activant le générateur 6 à l'église. Une deuxième d'obtient en tirant sur un avion orangé dans le ciel. La dernière ne peux s'obtenir qu'à la manche 8 en tuant le boss "panzer".

Packs de personnalisation
En plus des packs téléchargeables, Activision a mis en place des packs de personnalisation (non compris dans le Season Pass) sur Xbox 360, PlayStation 3 et Steam.
Ces packs unitaires contiennent soit :
- Des camouflages pour les armes : Guerre Exotique - Benjamins - Jour des morts - Graffiti - Kawai - Rock - Zombies - Vipere - Bacon - Cyborg - Aqua - Fissure (Breach en version originale)- Coyotes - Glamour (Glam en version originale) - Bandit (Rogue en version originale) - Sacré-Punch (Pack-A-Punch en version originale) - Bête (Beast en version originale) - Main du mort (Dead Man's Hand en version originale) - Octane - 115 Militarisé (Weaponized 115 en version originale)- Punk anglais (UK Punk en version originale)- Post-Mortem (Afterlife en version originale). En plus de cela, Dragon sorti exclusivement sur Xbox 360 et PlayStation 3 et Paladin exclusivement sur PC. Des camouflages spéciaux ont été offerts en tant que bonus de pré-commande des épisodes suivant de la licence, Ghosts et Advanced Warfare.
- Des emplacements de classes et d'emblèmes supplémentaire pour le multijoueur.
- Des packs de drapeaux sous forme de cartes de visite pour le profil des joueurs.

Nuketown Zombies
La carte Nuketown Zombies a été distribuée aux personnes ayant acheté les versions du jeu « Hardened » et « Prestige »   ou aux personnes ayant acheté le Season Pass. Elle est maintenant disponible en tant que contenu téléchargeable sur Steam, Xbox 360 et PlayStation 3 pour 3,99 €.
Autres
Avec cela, il existe d'autres contenus téléchargeables suivant les plateformes :
- Des « habits » pour les avatars Xbox LIVE sur Xbox 360.
- Des thèmes dynamiques sur PlayStation 3.

## Accueil

### Critique
Le titre a eu des critiques positives dans l'ensemble de la part de la presse vidéoludique :
- Jeuxvideo.com : 17/20[26].
- Gamekult : 7/10[27].
- Gameblog : 8/10[28]
- GameSpot : 8/10[29].

Certains médias, cependant, ont une mauvaise opinion du jeu, notamment les critiques PC. PC Gamer lui attribue une note assez moyenne de 71 % et estime que le mode multijoueur sauve le jeu du désastre. En 2014, Canard PC cite le jeu dans son dossier « Les Nanars du jeu vidéo ».

### Ventes
Call of Duty: Black Ops 2 a été le jeu le plus vendu sur PlayStation 3 et Xbox 360 durant l'année 2012, avec plus de 15 millions d'exemplaires vendus en moins de 15 jours et 21,4 millions d'exemplaires vendus à la fin de l'année.
En 2023, soit onze ans après sa sortie, le jeu s'est vendu à 29 millions d'exemplaires, le plaçant à la 5e position du classement des Call of Duty, derrière Black Ops (2010), Modern Warfare 3 (2011), Modern Warfare (2019) et Cold War (2020).
Il est aussi le jeu le plus monétisé avec 4 pack téléchargeables et des centaines d'ajouts payants, tels que les pack camouflages.
Call of Duty: Black Ops 2 a aussi été le Call of Duty le plus joué en multijoueurs de l'histoire avec un record en janvier 2013 avec 350 000 joueurs connectés simultanément par rapport à Modern Warfare 2 qui lui était à 130 000 (record 2009). Il n'a toujours pas été dépassé à ce jour.[réf. nécessaire]

### Procès
L'apparition de figures historiques dans le jeu vaut à Activision de faire l'objet de plusieurs procès:
- Manuel Noriega intente en 2014 un procès pour avoir utilisé son image et son nom sans permission, réclamant des dommages et intérêts[33]. Il perd cependant son procès, le tribunal estimant que le premier amendement de la Constitution des États-Unis protège toute œuvre de l'esprit[34].
- La présence de Jonas Savimbi dans le premier niveau du jeu pousse sa famille à intenter en 2016 un procès en diffamation, réclamant un million d'euros de dommages et intérêts et le retrait du jeu[35]. La famille sera finalement déboutée par le tribunal.

## Compétition
Afin d'apporter une vraie dimension compétitive à Call of Duty, Treyarch a ajouté des fonctionnalités inédites. Ainsi, ils ajoutèrent un mode compétitif nommé « Ligue » (ou « League » dans la version originale). Ce mode permet d'affronter d'autres joueurs et de monter (en plus des niveaux classiques) des divisions. Il y a six divisions différentes : Fer, Bronze, Argent, Or, Platine, Masters; chacune de ses divisions est divisée en sous-division de 200 joueurs. La montée ou la descente dans les sous-divisions et divisions se calcule suivant le nombre de victoires ou de défaites. La Ligue fonctionne par saison d'une durée d'un mois environ, le temps entre deux saisons permet d'ajuster les scores et de modifier les places dans le classement des joueurs.
À cela, Treyarch ajouta le CoDCasting (combinaison entre CoD et broadcasting), ce mode permet à une personne extérieure à une partie de pouvoir commenter le jeu, afficher les scores, la carte avec le déplacement de tous les joueurs et suivre un joueur pendant une partie en ayant la même vue que lui.
Lors de l’événement Call of Duty, le COD XP, organisé par Activision en 2011 pour présenter leur prochain Call of Duty : Modern Warfare 3. Un tournoi avait été organisé regroupant des équipes du monde entier. C'est pourquoi en 2012, Activision organisa son propre championnat, intitulé Call of Duty Championship entre les 5 et 7 avril 2013 à Los Angeles pour un « cash-prize » d'un million de dollars (dont 400 000 $ pour les vainqueurs). Les équipes se sélectionnaient via la 3e saison (février) du mode de jeu "League" dans la division Masters (pour les États-Unis) ainsi que par les tournois tel que la MLG (pour l’Amérique du Nord) ou l'ESL (pour l'Europe et reste du monde).
Deux équipes françaises se sont affrontées pendant l'ESL à Cologne (de février à mars 2013) pour les sélections, les Supremacy et les Millenium. C'est finalement cette dernière qui représenta la France parmi les 32 équipes participant au championnat. L'équipe fut finalement éliminée lors du premier tour. Ce sera l'équipe « Fariko Impact » qui remportera le tournoi et le titre de champion du monde.